# Gajoubert
Gajoubert é uma comuna francesa na região administrativa da Nova Aquitânia, no departamento de Alto Vienne. Estende-se por uma área de 14,11 km². Em 2010 a comuna tinha 144 habitantes (densidade: 10,2 hab./km²).